# Coolblue
Coolblue Holding B.V. ist ein niederländisches E-Commerce-Unternehmen, das 1999 von Pieter Zwart (CEO), Paul de Jong und Bart Kuijpers gegründet wurde. Das Unternehmen ist in den Niederlanden (Coolblue B.V.), Belgien (Coolblue België N.V.) und Deutschland (Coolblue GmbH) tätig. Im Jahr 2021 meldete Coolblue einen Umsatz von 2,34 Milliarden Euro bei einem Gewinn (EBITDA) von 91,5 Millionen Euro.

## Geschichte
Coolblue wurde 1999 von Pieter Zwart (CEO), Paul de Jong und Bart Kuijpers gegründet und ist in den Niederlanden, Belgien und Deutschland tätig. Das Unternehmen begann als Sammlung separater Webshops wie MP3man.nl, PDAshop.nl und Laptopshop.nl. 2018 wurden alle Webshops unter der Domain Coolblue.nl zusammengeführt.
Coolblue wurde 2012 und 2013 zum besten Webshop der Niederlande in der Kategorie Unterhaltungselektronik gewählt. Von 2013 bis 2020 gewann Coolblue jedes Jahr den Tweakers Award für den besten Webshop der Niederlande und Belgiens.

## Standorte
Stand 2022 verfügte Coolblue über eine niederländische, belgische und deutsche Website sowie 32 Ladengeschäfte in den Niederlanden, Belgien und Deutschland. Das Unternehmen begann mit einem Distributionszentrum in Capelle aan den IJssel, zog aber 2013 in ein völlig neues Distributionszentrum in Tilburg um. Im Laufe der Jahre wurde das neue Distributionszentrum auf seine aktuelle Größe von 88.000 m² erweitert. 2016 startete Coolblue den Kleinlastwagen-Lieferservice CoolblueDelivers. Das Unternehmen hat sein Lieferangebot 2018 mit der Einführung von CoolblueBikes weiter ausgebaut.
Im Juli 2020 expandierte Coolblue mit einem Ladengeschäft in Düsseldorf nach Deutschland. Coolblue hat im August 2022 ein zweites Ladengeschäft in Essen eröffnet. Der dritte Store in NRW eröffnete Ende 2024 in Dortmund. Nebenbei expandierte man auch in die Main-Metropole Frankfurt.
Coolblue plant in Deutschland in den kommenden Jahren 36 Geschäfte und 9 Lieferdepots mit eine Investition von € 150 Mio. zu eröffnen.
| Land        | Standorte |
| ----------- | --------- |
| Niederlande | 18        |
| Belgien     | 10        |
| Deutschland | 5         |

## Sortiment
Coolblue bietet Unterhaltungselektronik an. Darüber hinaus verkauft und installiert das Unternehmen Solarmodule und Ladestationen und bietet Home-Office-Läden für Arbeitgeber an. Im Januar 2021 startete Coolblue das Tochterunternehmen Coolblue Energy.

## Eigentümer und Management
Alle Anteile befanden sich im Besitz der drei Gründer, bis HAL Investments am 31. März 2016 einen Anteil von 20 % erwarb. Am 6. Juli 2017 wurde dieser durch den Verkauf der Anteile von zwei der drei Gründer auf 30,1 % erhöht. Am 14. Juni 2019 wurde dieser Prozentsatz auf 49 % erhöht, wodurch HAL Investments zum Hauptinvestor von Coolblue wurde. Mit Stand November 2024 hält HAL Investments einen Anteil von 56,4 %. Die restlichen 43,6 % halten Pieter Zwart und das Management.
Chief Executive Officer ist Pieter Zwart, Chief Financial Officer Daphne Smit (Stand 2022).

## Eigenmarken
Coolblue vertreibt under den Namen BlueBuilt und Wisberg Eigenmarkenprodukte.

### BlueBuilt
Unter dem Namen BlueBuilt verkauft Coolblue Zubehör für Handys, Laptops, Tablets, Fernseher, Waschmaschinen und Wäschetrockner. Die Produkte sind im mittleren bis hohen Preissegment. BlueBuilt-Produkte werden im Fernosten durch dritte produziert. In 2024 wurden 1.398 BlueBuilt-Produkte verkauft.

### Wisberg
Wisepick Productions B.V., unter dem die Marke Wisberg vertrieben wird, ist seit 2024 ein Tochterunternehmen von Coolblue, unter diesem Namen werden Kühlschränke, Gefrierschränke, Spülmaschinen und Mikrowellen verkauft. Die Produkte sind im niedrigen bis mittleren Preissegment. Die Produkte werden durch dritte in China produziert, wie die Firma Midea.